# Cdb
Cdb, съкратено от „константна база от данни“ („constant database“), се отнася както до формата на данните, така и до библиотеката, създадени от Даниел Бернщайн. Cdb е като асоциативен масив на твърдия диск, разполага ключовете към стойностите и позволява на няколко стойности да бъдат съхранени за един ключ. Константната база от данни дава възможност само за две действия: създаване и четене. И двете действия са проектирани така, че да бъдат много бързи и високонадеждни. Тъй като БД не се променя, докато се използава, множество процеси могат да използват една база от данни, без да се блокира. Освен това, тъй като всички промени са всъщност създаване на преместена БД, може да се използва предимството на семантичната файлова система на UNIX, за да се предостави гаранция за надеждност.